# Biguglia
Biguglia ist eine französische Gemeinde mit 7638 Einwohnern (Stand 1. Januar 2022) auf der französischen Insel Korsika. Die Gemeinde gehört zum Département Haute-Corse, zum Arrondissement Bastia und zum Kanton Biguglia-Nebbio.

## Geografie
Im Osten grenzt Biguglia, das fünf Kilometer südlich der Agglomeration um Bastia liegt, an das Tyrrhenische Meer. Der nordwestliche Teil des Strandsees Étang de Biguglia liegt auf der Gemeindegemarkung. Die Nachbargemeinden sind Furiani im Norden, Borgo im Süden, Olmeta-di-Tuda und Rutali im Südwesten und Oletta im Westen.

## Demografie
| Jahr      | 1962 | 1968 | 1975 | 1982 | 1990 | 1999 | 2007 | 2017 |
| Einwohner | 538  | 905  | 1761 | 2812 | 4073 | 5018 | 6215 | 7923 |

## Infrastruktur
Im Osten verläuft die Route nationale 193.
Biguglia hat einen Bahnhof an der Bahnstrecke Bastia–Ajaccio, von der in Ponte-Leccia die Bahnstrecke Ponte-Leccia–Calvi abzweigt. Sowohl nach Ajaccio als auch nach Calvi bestehen durchgehende Zugverbindungen. Außerdem bedienen den Bahnhof die Vorortzüge, die zwischen Bastia und Casamozza (Streckenkilometer 21) verkehren.